# Крчмаревич, Слободан
Слободан Крчмаревич (сербохорв. Slobodan Krčmarervić, серб. Слободан Крчмаревић; род. 12 июня 1965, Белград) — сербский футболист; тренер.

## Карьера
В 1983—2001 годах Крчемаревич играл в клубах Югославии, Швеции, Греции и Кипра на позиции полузащитника.

## Достижения
- Обладатель Кубка Сербии: 1992
- Чемпион Сербии: 1993
- Чемпион Кипра: 1994, 1998, 1999

## Тренерская карьера
В качестве тренера Крчемаревич работал с молодёжной сборной Сербии, клубами Сербии, Кипра, Словении и Македонии. Являлся тренером «Жетысу» (Талдыкорган) и молодёжной сборной Казахстана.

## Тренерские достижения
- Бронзовый призёр чемпионата Сербии: 2007
- Квалификация и четвертьфинал чемпионата Европы среди молодёжи: 2009